# Seiger
Das Adjektiv seiger (oder saiger) [ˈzaɪ̯.ɡɐ] ist ein im Bergbau und in der Geologie meist synonym für senkrecht, lotrecht oder vertikal verwendeter Begriff, der zur näheren Beschreibung der Raumlage bergbaulicher oder geologischer Gegebenheiten benutzt wird. Beispielsweise wird im Bergbau ein senkrechter Schacht als seigerer Schacht, in der Geologie die senkrechte Stellung einer Kluft als seigere Kluft bezeichnet. Im Gegensatz dazu weicht ein tonnlägiger Schacht von der Vertikalen ab und führt schräg in die Tiefe. Entsprechend ist ein Seigerriss eine senkrechte Schnittzeichnung (Aufriss) durch ein Bergwerk.

## Verwendung

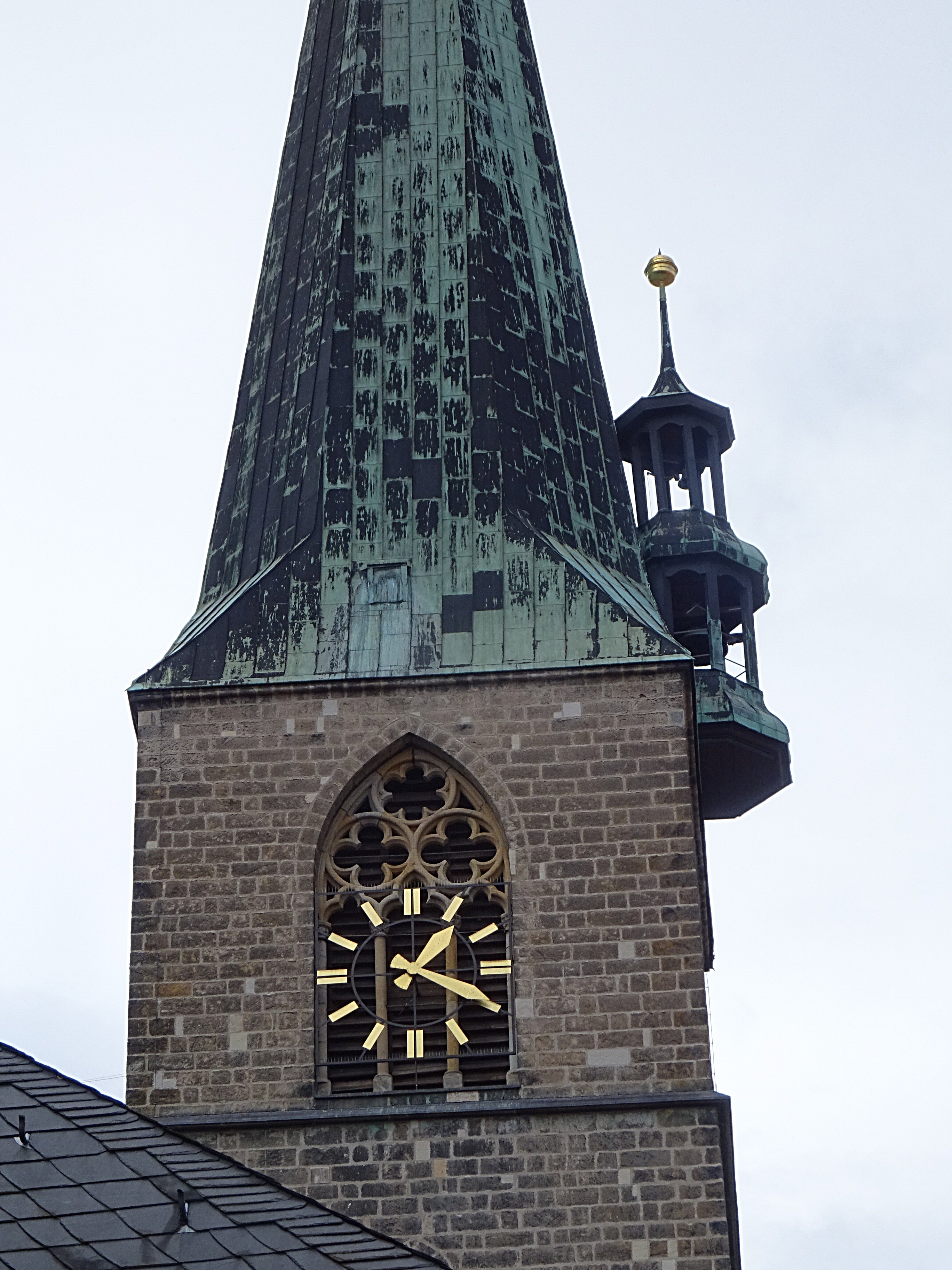
Saigertürmchen an St. Nikolai (Quedlinburg) mit dem Schlagwerk für die Turmuhr

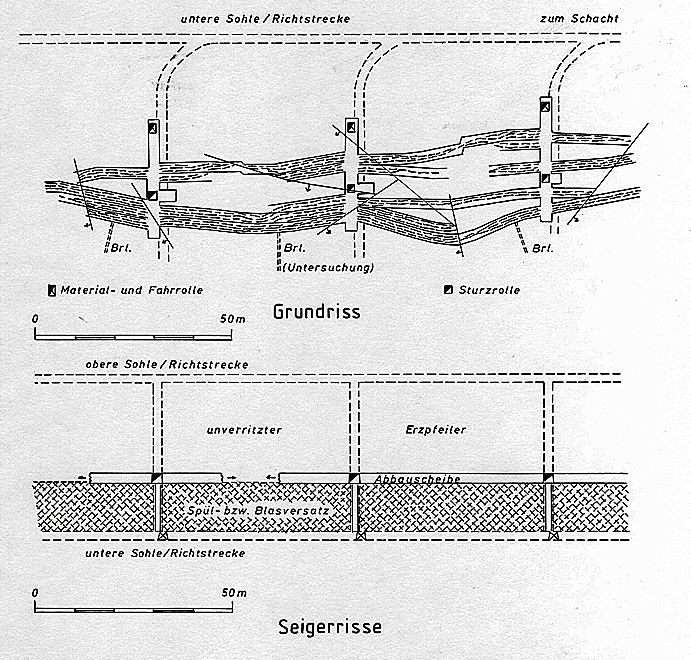
Grundriss und Seigerrisse eines Bergbaus

Die Nomen „Saigern“/„Seigern“, „Absaigern“/„Abseigern“, sowie die Verben „saigern“/„seigern“/„absaigern“/„abseigern“ beschreiben Prozesse des Absinkens von Bestandteilen eines Schmelzgemisches mit spezifisch höherem Gewicht gegenüber solchen mit spezifisch leichter gewichtigen Bestandteilen, wie z. B. in Magmakammern (siehe Differentiation von Magmen), bei der Entstehung der Erde bzw. bei Entstehung des Schalenbaus der Erde.
Die im Bergbau üblichen Bezeichnungen für Neigungen von senkrecht bis waagerecht sind:
- seiger (>75–90 Grad).
- tonnlägig (>45–75 Grad),
- flach fallend (>15–45 Grad)
- schwebend oder söhlig (kann ein geringes Gefälle zur besseren Wasserführung besitzen),
- totsöhlig (präzise horizontal).

In einigen Gegenden im mitteldeutschen Raum wird auch die Uhr umgangssprachlich als Seiger bzw. Saiger bezeichnet. Diese Bezeichnung, die ursprünglich für Turmuhren benutzt wurde, geht auf das frühneuhochdeutsche Wort seiger für Waage zurück und leitet sich von dem waagerecht schwingenden Unruhbalken dieser Uhren ab.